# Versus (Gloria Trevi vs. Alejandra Guzmán)
Versus es un álbum de  Gloria Trevi y Alejandra Guzmán, siendo su undécimo y decimoquinto álbum de estudio respectivamente. El álbum consiste en un Versus en donde las artistas unen fuerzas en una gira que lleva el mismo nombre.

## Versus Tour
La gira Versus Tour tuvo comienzo en el Staples center de Los Ángeles con dos fechas consecutivas, donde se presentó ante más de 32 mil asistentes.

## Promoción
En el lanzamiento de Versus este se convirtió en el primer álbum por dos mujeres en la historia de Billboard en debutar en la primera posición del Top Latin Albums y Latin Pop Albums las listas de ventas latinas más importantes de Estados Unidos. Por otro lado este anotó la cuarta y la primera entrada de Gloria y Alejandra respectivamente del Billboard 200 con la semana de ventas más grande para artistas femeninas desde El Dorado por Shakira. Gracias a su masiva recepción y ventas en territorio americano le valió una nominación al disco en la categoría Álbum del Año en los Premios Billboard de la Música Latina.
A su vez en México el disco encabezó las listas de ventas en  Amprofon durante dos semanas consecutivas lo que valió más adelante un disco de oro. En España se incorporó entre los 100 más vendidos de Promusicae siendo el primer disco de Alejandra en lograr entrar al listado ibérico y el cuarto de Gloria.

## Lista de canciones
| N.º   | Título                            | Escritor(es)                                                                | Productor(es)                   | Duración |  |
| 1.    | «Más buena»                       | Edgar Barrera, Andrés Castro, Fanny Lu                                      | Armando Ávila                   | 3:54     |  |
| 2.    | «Cuando un hombre te enamora»     | Ángela Dávalos, Mario Ponce, Katia Valenzuela, Benjamín Díaz, Armando Ávila | Armando Ávila                   | 3:31     |  |
| 3.    | «Rivales»                         | Alejandra Guzmán, Yoel Henríquez                                            | Tim Mitchell                    | 3:07     |  |
| 4.    | «Satisfecha» (Satisfaction)       | Keith Richards, Mick Jagger                                                 | Áureo Baqueiro                  | 3:56     |  |
| 5.    | «Hey, güera & La papa sin cátsup» | Cayre Marella, César Lazcano                                                | Áureo Baqueiro                  | 5:11     |  |
| 6.    | «Soy tuya»                        | Andrés Torres, Mauricio Rengifo, Marisol Hernández, Julio Reyes             | Andrés Torres, Mauricio Rengifo | 3:30     |  |
| 7.    | «Todos me miran»                  | Gloria Treviño                                                              | Tim Mitchell                    | 3:28     |  |
| 8.    | «Esta sí va para ti»              | Gloria Treviño, Edgar Barrera                                               | Andrés Saavedra                 | 3:33     |  |
| 9.    | «Eternamente bella»               | José Ramón Flores, Gianpietro Felisatti                                     | Armando Ávila                   | 3:59     |  |
| 10.   | «Más buena (remix)»               | Edgar Barrera, Andrés Castro, Fanny Lu                                      | Andrés Torres, Mauricio Rengifo | 3:10     |  |
| 37:18 |                                   |                                                                             |                                 |          |  |

## Certificaciones
| País   | Organismo certificador | Certificación | Ventas certificadas | Ref.  |
| ------ | ---------------------- | ------------- | ------------------- | ----- |
| México | AMPROFON               | Oro           | 30 000              | [ 2 ] |

## Listas de Ventas
| País                      | Listado                    | Mejor posición |
| ------------------------- | -------------------------- | -------------- |
| Bandera de Estados Unidos | Billboard 200              | 71             |
| Bandera de Estados Unidos | Billboard Top Álbum Sales  | 25             |
| Bandera de Estados Unidos | Billboard Top Latin Álbums | 1              |
| Bandera de Estados Unidos | Billboard Latin Pop Albums | 1              |
| Bandera de México         | (Amprofon) México          | 1              |
| Bandera de España         | (Promusicae) España        | 91             |